# Борис Михов
Борис Илиев Михов е български революционер, деец на Вътрешната македонска революционна организация (обединена).

## Биография
Михов е роден в град Велес. Става член на ВМРО (обединена). След отвличането на Симеон Кавракиров в 1932 година ръководството на ВМРО (обединена) в България е поето от Димитър Сурлев и Борис Михов. След общата резолюция на ВМРО (обединена) и Коминтерна за признаване на македонската нация от 1934 година Борис Михов напуска организация и издава вестник „Македонска борба“ заедно с Васил Хаджикимов. През лятото на 1935 година е арестуван и съден по Закона за защита на държавата заедно с други дейци на ВМРО (обединена). На съдебния процес Михов заедно с Йордан Анастасов, Христо Калайджиев, Александър Мартулков и Петър Калчев (неродом от Македония) е сред малцинството обвиняеми, които се определят като „българи“, а не „македонци“. Пред съда Михов отрича членството си във ВМРО (обединена). Осъден е на 5 години затвор и 50 000 лева глоба. През септември 1944 година подписва в София „Апела към македонците в България“. След това е избран за секретар на Временния инициативен комитет, определен да ръководи Съюза на македонските културно-просветни и благотворителни братства.